# Сквер Шмелёва
Сквер Шмелёва — сквер в Москве, названный в честь русского писателя Ивана Сергеевича Шмелёва и расположенный в районе Якиманка, на пересечении Большого Толмачёвского и Лаврушинского переулков.

## История
Писатель Иван Шмелёв родился в Замоскворечье, с этим районом были связаны многие обстоятельства его жизни: так, учился он в гимназии в Большом Толмачёвском переулке, в здании которой сейчас находится Научная педагогическая библиотека имени К. Д. Ушинского.

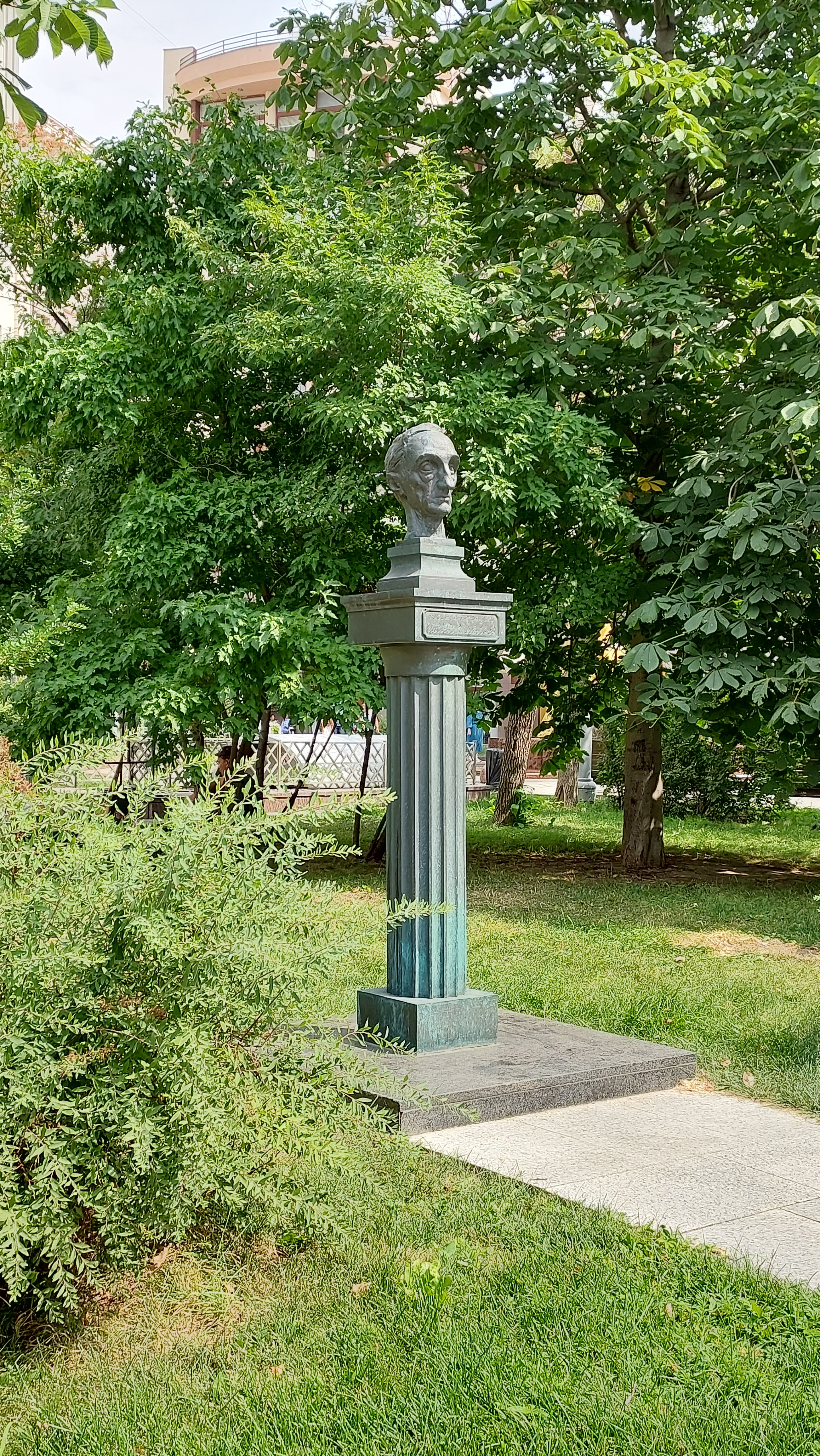

Ещё в 2013 году сообщалось, что в базе Городской межведомственной комиссии по наименованию территориальных единиц, улиц, станций метрополитена и других объектов накопилась «база имён, не представленных в городской топонимике за недостатком объектов». Одной из таких персоналий был Иван Шмелёв.
В 2014 году Городская межведомственная комиссия предложила назвать именем писателя сквер на пересечении Большого Толмачёвского и Лаврушинского переулков, в котором уже был установлен памятник-бюст писателя. 10 июня 2014 года мэр Москвы Сергей Собянин одобрил соответствующий проект постановления Правительства Москвы. Постановление было подписано 16 июня.

## Памятник и фонтан

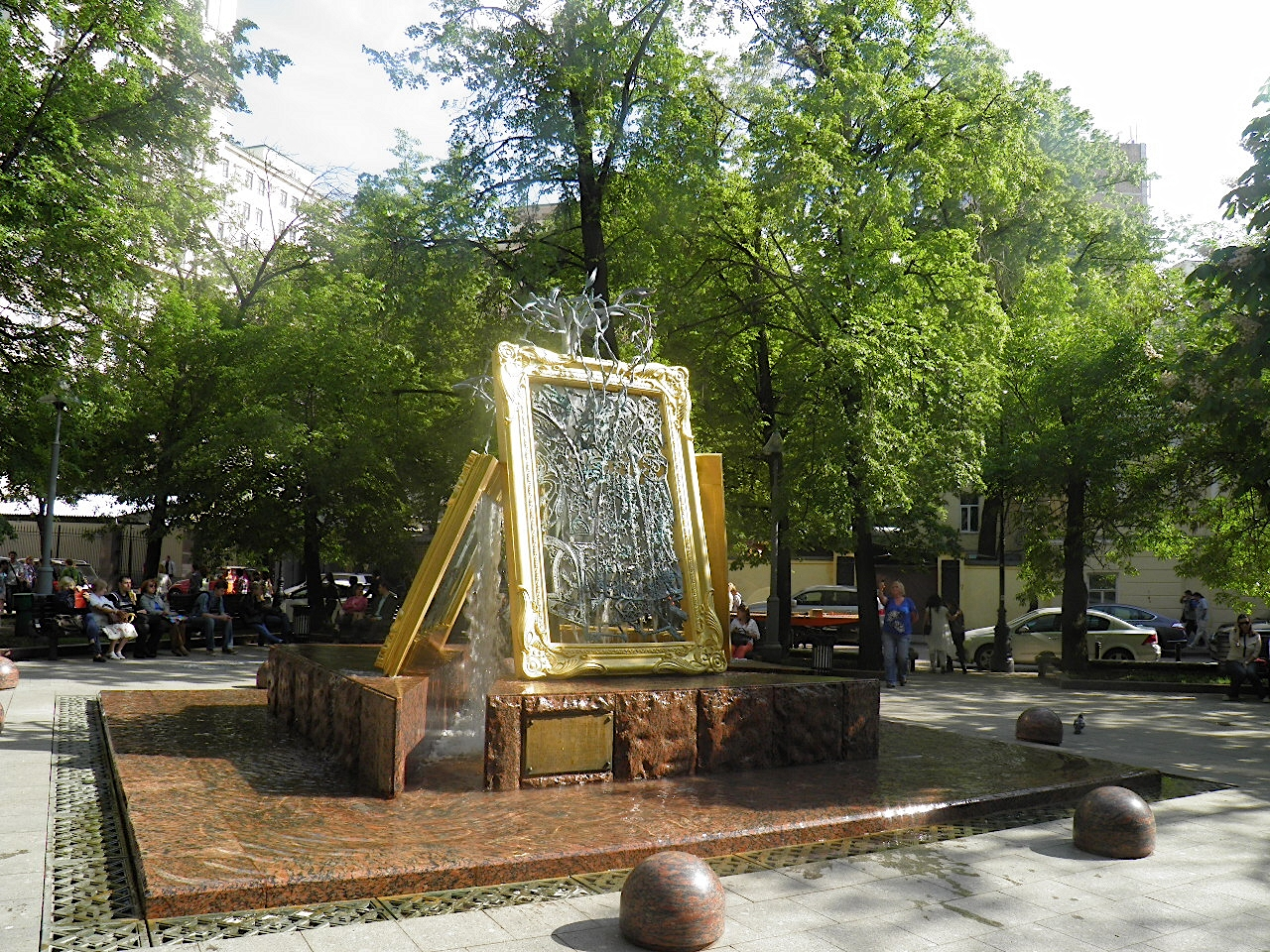

Ещё до присвоения скверу имени писателя в нём, через дорогу от Усадьбы Демидовых, был установлен первый в России памятник-бюст Ивану Шмелёву. Торжественное открытие состоялось 29 мая 2000 года, на церемонии присутствовали председатель Российского фонда культуры Никита Михалков, министр правительства Москвы Александр Музыкантский, известные деятели культуры, а также племянник жены Шмелёва Ив Жантийом.
28 апреля 2006 года, к празднованию 150-летия Третьяковской галереи, в непосредственной близости к которой расположен сквер, там был открыт фонтан «Вдохновение» (или «фонтан Искусств»). В его основе — три картинные рамы из патинированной бронзы и золота, которые опираются на гранитные плиты в форме чаши, из которой растёт голубое дерево. На каждой раме зашифрованы знаменитые полотна: «Царь Иван Грозный» Виктора Васнецова, «Снедь московская. Хлебы» Ильи Машкова и «Берёзовая роща» Архипа Куинджи.